# Trichilia catigua
Trichilia catigua es una especie de planta fanerógama del género Trichilia. Es originaria de Brasil en donde se le llama popularmente catuaba y es usada en la medicina tradicional.

## Taxonomía
Trichilia catigua fue descrita por Adrien-Henri de Jussieu y publicado en Flora Brasiliae Meridionalis (quarto ed.) 2(12): 77. 1829.
Sinonimia
- Moschoxylum affine A. Juss.
- Moschoxylum catigua A. Juss.
- Trichilia affinis A.Juss.
- Trichilia alba Rojas Acosta
- Trichilia catigua var. affinis (A. Juss.) C. DC.
- Trichilia catigua var. glabrior C. DC.
- Trichilia catigua var. longifoliola C.DC.
- Trichilia catigua var. pallens C.DC.
- Trichilia catigua var. parviflora A. Juss.
- Trichilia catigua var. pilosior C. DC.
- Trichilia flaviflora C. DC.
- Trichilia polyclada C.DC.[4]

## Importancia económica y cultural
La especie se utiliza en la medicina tradicional para el tratamiento de la fatiga, el estrés, la impotencia y deficiencias en la memoria. La cinchonain-Ib es un flavonolignano que se encuentra en la corteza de T. catigua.
Los estudios pre-clínicos de los extractos de T. catigua han demostrado propiedades farmacológicas antidepresivas, antiinflamatorias y neuroprotectoras.